# Qıvraq
Qıvraq è una città dell'Azerbaigian, capoluogo del distretto di Kəngərli, che fa parte della Repubblica Autonoma di Naxçıvan.